# مدير الممتلكات العقارية
برنامج مدير الممتلكات العقارية (RPA) هو برنامج تدريب مهني للأشخاص الذين يعملون في مجال إدارة العقارات. يقدم هذه الدورة التدريبية ويديرها المعهد الدولي لأصحاب المباني ومديريها (BOMI)، وهو معهد مستقل غير ربحي لتعليم إدارة العقارات والمرافق.
ويتطلب البرنامج أن تكون قد أتممت ثماني دورات تدريبية (متوفرة على شبكة الإنترنت، في شكل كتاب دراسي أو فصل تعليمي) بالإضافة إلى التمتع بتأهيل لثلاث سنوات، وخبرة موثقة في إدارة العقارات في عقار تبلغ مساحته 40 ألف قدم مربع (3700 متر مربع) أو أكبر. غالبًا ما تنعقد الدورات التدريبية الخاصة بالمعهد في المؤسسات المحلية التابعة لجمعية ملاك المباني ومديريها (BOMA) في مساعدة تعليمية توفرها لأعضائها، كما تقدمها الشركات كجزء من برنامجها التدريبي الداخلي لمتخصصي إدارة العقارات. ويبلغ عدد الأشخاص الذي حصلوا على شهادة مدير الممتلكات العقارية (RPA) زهاء 4200 شخص، من بينهم 3500 شخص في الولايات المتحدة وحدها، و700 في كندا.
ويتضمن البرنامج مهامًا يجب أداءها لإتمام الدورة التدريبية، ومن بينها مهام تتعلق بتصميم أنظمة المباني وتشغيلها وصيانتها والقانون التجاري العقاري والاستثمار والتمويل وإدارة المخاطر والتأمين؛ والتأجير والتسويق، فضلاً عن إدارة الأصول والسلامة والصحة البيئية وأخلاقيات العمل التجاري.

## وصلات خارجية
- Building Owners and Managers Institute (BOMI) International
- Building Owners and Managers Association (BOMA) International